# ペトロブラス
ペトロブラス（Petrobras, NYSE: PBR）は、ブラジルの石油会社。正式社名は Petróleo Brasileiro S.A.で、慣例としてブラジル石油会社あるいはブラジル石油公社等と表記されることがある、半官半民企業である。メルバル指数構成銘柄。
代表者はセルジオ・ガブリエリ（Sergio Gabrielli）。ブラジルの旧首都リオデジャネイロ市に本社を置く。南半球最大の石油採掘会社である。

## 概要
アマゾンのウルクー油田での石油生産のため、1953年に設立された。1997年まで、ペトロブラスはブラジルにおける石油産業において独占を認められていた。現在でも、ブラジルにおいて最大の石油採掘会社であり、1日あたりの石油採掘量は200万バレルを越え、他の国際石油資本と比較しても遜色のない水準を誇っている。
ラテンアメリカ最大の事業会社であり、2008年度の売上高は1,183億ドルに達した。会社自身で石油精製の設備とタンカーを保有している。また、深海での油田採掘技術も保有している。
日本では、2007年に沖縄県の中堅石油精製企業である南西石油を買収したことで知られる。
近年の地球温暖化対策において、積極的なバイオエタノールの推進・拡大に注目が集まっている。
アフリカ、南北アメリカ、ヨーロッパ、アジアの18か国で油田及び石油精製施設を保有している。その総資産は1335億ドルに達する。
ペトロブラスは現在世界で最大級の石油プラットフォームを運用している。2001年に爆発して運用を停止したP36石油プラットフォームに代わり、世界で3番目に大きいP52石油プラットフォームを2007年に稼動させた。

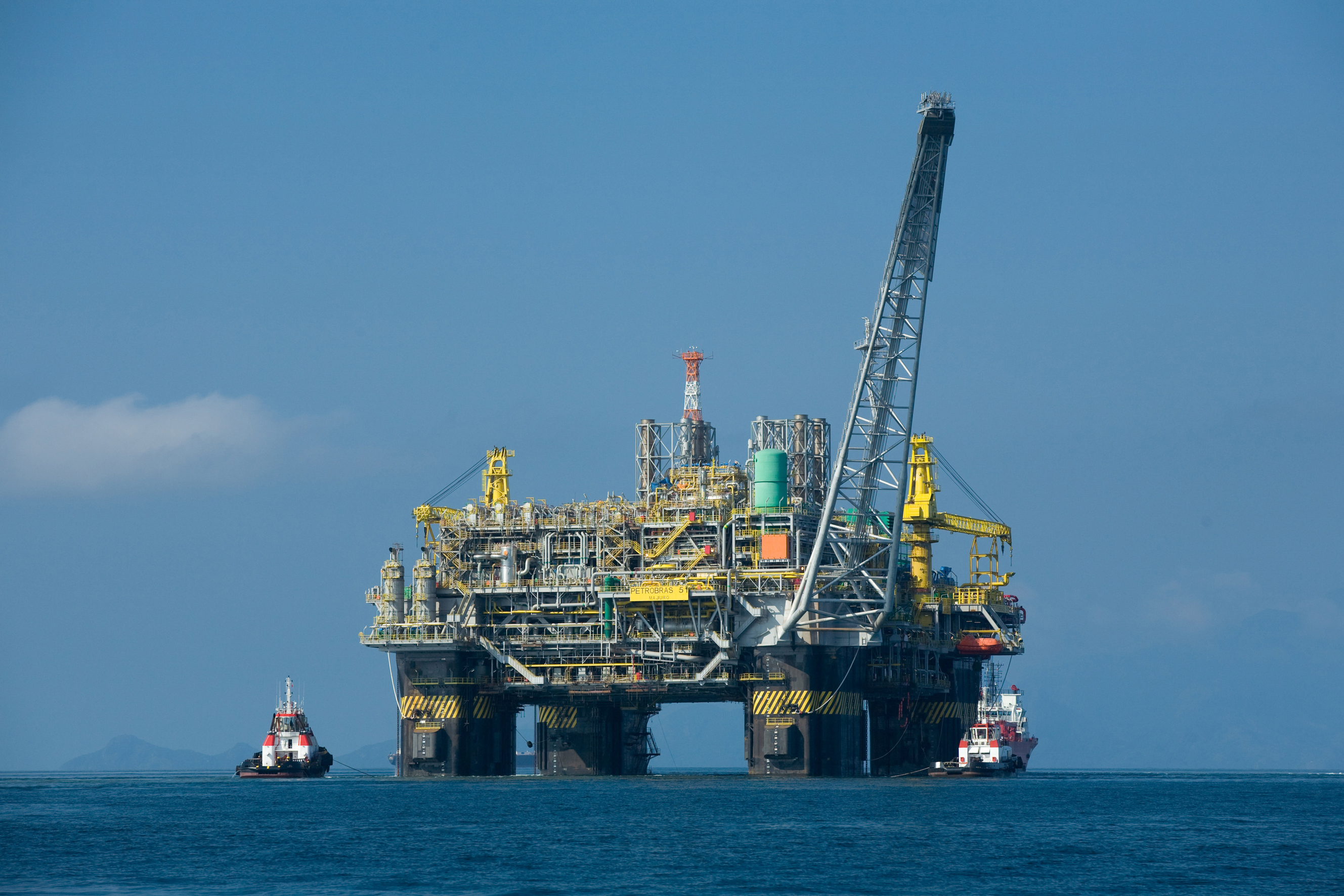
初の純国産海上石油生産プラットフォームP-51

## 株式
ブラジル政府が現在も55.7%の議決権を保有している。
一方、市場に流通している株式は、主にサンパウロ証券取引所に流通しているが、ニューヨーク証券取引所でも外国預託証券の形式でも流通している。ペトロブラスは、ボベスパ指数を構成する銘柄の1つである。
2010年9月23日、過去最大級の増資となる780億ドルの株式を新規に発行することが決定した。

## スポンサー活動
1998年から2008年までF1のウイリアムズF1チームのスポンサーを務めていた。
2009年はブラジル人であるブルーノ・セナのホンダ・レーシング･F1チームでのF1デビューに合わせ、ブルーノとホンダのスポンサーとなる予定だったが、ホンダ撤退の煽りを受けブルーノのデビュー話は消えF1からも一時撤退。
2014年から2016年までブラジル人のフェリペ・マッサ加入に伴いウイリアムズに復帰、燃料やオイルはメルセデス指定のペトロナス製を使用しスポンサー活動のみだった。2018年からマクラーレンとスポンサー契約を結び、当初は2019年から燃料サプライヤーとしての活動も開始する予定であったが、それが間に合わず延期。逆に株主の影響で提携解消しF1から撤退する噂も出て、ブラジル大統領ジャイル・ボルソナロの指示で予定よりも3年早く契約を終了することになった。

## 歴史

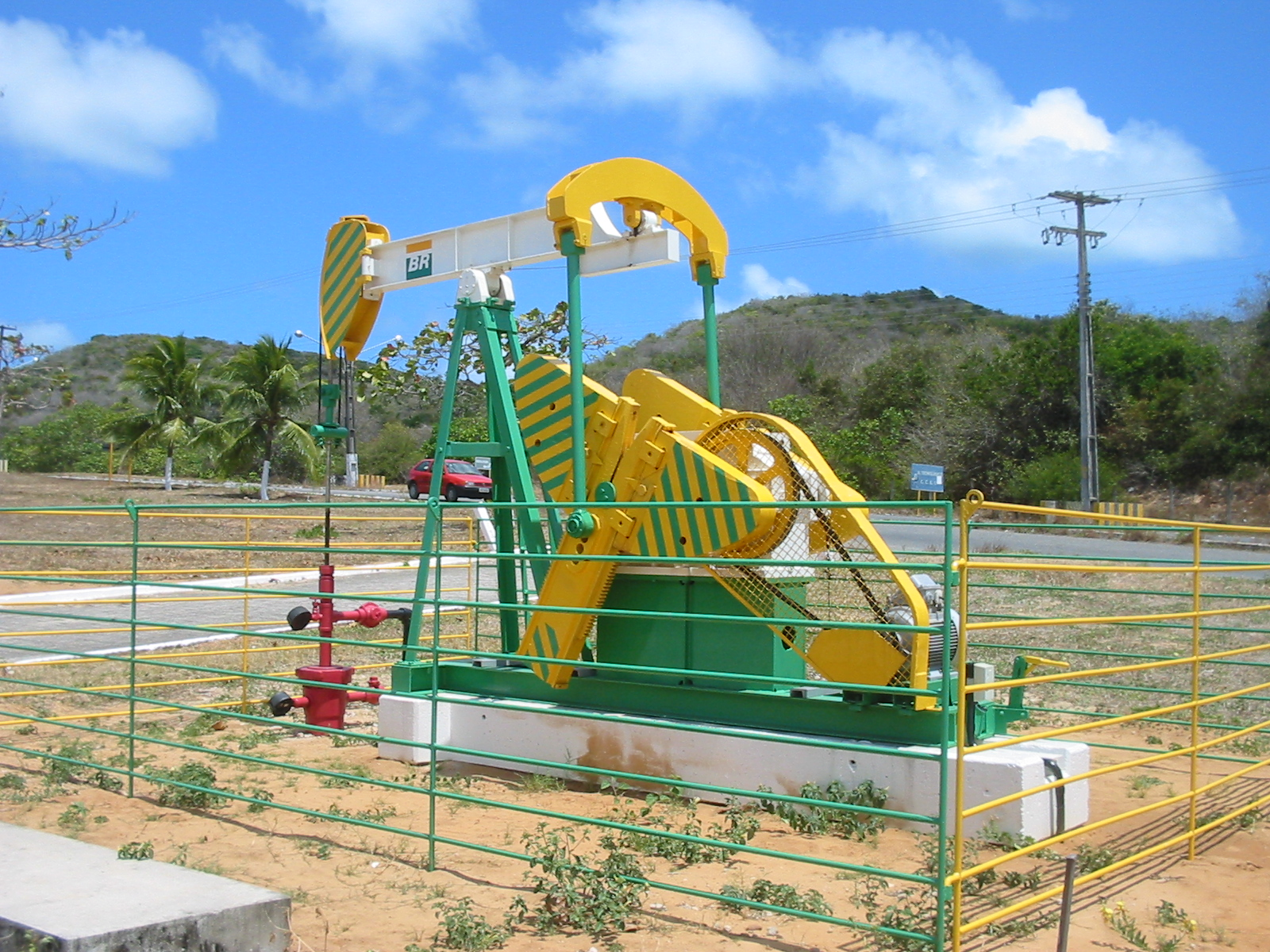
ペトロブラスの油田採掘機械（ポンプ）

1953年、ジェトゥリオ・ドルネレス・ヴァルガス大統領の指示の下、ペトロブラスは創設された。その当時のモットーは、「ブラジルで採掘される石油はブラジル人のもの」であるというものであったが、大衆に支持されたヴァルガスの動きに対して、当時のブラジル人エリートは反発の姿勢を見せた。
ペトロブラスの石油採掘作業は、当然のことながら、国家がバックについていたこともあり、石油、天然ガスの採掘のみならず、関連製品の販売やガソリンスタンドでのガソリン販売にも結びつくものであった。ペトロブラスの独占状態は、1954年から1997年までの間継続された。その間に、ペトロブラスはブラジルにおける石油業において、ナンバー1の地位に到達した。
2006年、エボ・モラレスボリビア大統領がボリビア国内の石油の国有化を発表した。モラレスはボリビア陸軍に油田の接収を命じた。この動きに対してペトロブラスのボリビア法人はボリビア経済に大きな影響を与えていた。
- ペトロブラスのボリビア法人は、ボリビアの法人税の24%、ボリビアの国内総生産の18%、ボリビアにおける外国からの直接投資の20%を占めている。
- ペトロブラスのボリビア法人は、ボリビアにおける石油資源の46%を運用しており、そのうちの75%をブラジルへ輸出する義務を負っている。
- ペトロブラスのボリビア法人は、1994年から2005年にかけて、ボリビア経済に15億ドルの投資を行ってきた。

ボリビアによる石油の国有化は、ペトロブラスとボリビア政府の関係を緊張化させた。2006年10月28日、長い交渉の末、ペトロブラスとボリビア政府は、利益の18%はペトロブラスに帰属し、残りをボリビア政府に帰属させるという協定に署名した。
2015年8月、汚職容疑で起訴されていた同社元国際部長ネストール・セルヴェロ被告をふくむ33人に対して有罪判決がくだった。ペトロブラスをめぐる汚職一掃作戦では、他にフェルナンド・コロール・デ・メロと民主労働党のクーニャが起訴されている。作戦から逃れるようにしてHSBCはブラジルから事業撤退している。汚職は外資との関係も注目される。
汚職事件による業績不振は日本企業にも及んだ。IHIや日揮が出資したアトランチコスル造船所はペトロブラスから受注した海洋構造物の代金回収が不能となり多額の損失を計上。ブラジルの造船業から撤退する直接的な原因となった。